# Jean-François Wauwermans
Pour les articles homonymes, voir Wauwermans.
 (décembre 2011).
Si vous disposez d'ouvrages ou d'articles de référence ou si vous connaissez des sites web de qualité traitant du thème abordé ici, merci de compléter l'article en donnant les références utiles à sa vérifiabilité et en les liant à la section « Notes et références ».
Jean-François Wauwermans, né à Bruxelles le 6 janvier 1776 et décédé à Uccle le 10 février 1856, est un homme politique du royaume uni des Pays-Bas puis du royaume de Belgique.

## Carrière politique
Jean-François Wauwermans fut bourgmestre de Saint-Josse-ten-Noode de 1815 à 1825 sous le règne de Guillaume Ier des Pays-Bas. Il était issu du lignage Serhuyghs par son ancêtre Jean Pipenpoy, seigneur de Bossuyt en 1509, époux de Gertrude Bosch.
Il fut le quatrième premier magistrat de Saint-Josse-ten-Noode.

## Vie privée
Jean-François Wauwermans s'est marié le 27 octobre 1806, à Deinze, avec Reine Françoise Ottevaere, née le 5 mai 1788 à Deinze et y décédée le 26 juin 1863, fille de Jean-Baptiste Ottevaere, maire de Deinze jusqu'en 1815, et de Jeanne van Waes.
Il est le père de Henri Emmanuel Wauwermans (1825-1902), lieutenant général du génie et président de la société royale de géographie d'Anvers qui a donné son nom aux Îles Wauwermans.

## Odonymie
Son nom fut donné à une rue, la rue Wauwermans.